# Europejski Złoty But
Europejski Złoty But (ang.: European Golden Shoe, wcześniej znany jako European Golden Boot) – coroczna piłkarska nagroda przyznawana dla najlepszego strzelca spośród wszystkich najwyższych europejskich lig zrzeszonych w UEFA. Nagroda ta przyznawana jest od sezonu 1967/68 (pierwotnie przez magazyn L'Équipe) i początkowo nazywała się Soulier d'Or, co po francusku oznacza Złoty but).
W 1991 roku, w wyniku protestu Cypryjskiego Związku Piłki Nożnej, który twierdził, iż w tamtejszej lidze jeden z graczy rzekomo zdobył 40 goli, L'Équipe zdecydowała się zawiesić plebiscyt i do 1996 roku nagroda przyznawana była nieoficjalnie. Jednakże w 1996 roku jeden ze sponsorów nagrody, firma Adidas, wraz z European Sports Media, zdecydowała się kontynuować plebiscyt. Najlepszy strzelec sezonu 1990/91, Darko Panczew, nie otrzymał swojej nagrody do 2006 roku. Wtedy to L'Équipe podało w wątpliwość doniesienia Cypryjczyków. Jakiś czas potem Michel Platini skomentował tę sytuację słowami: Choć z opóźnieniem, nagroda trafia we właściwe ręce. Plebiscyt został wznowiony w 1996 roku ze zmienionymi zasadami. Od tego czasu Złoty But przyznaje się w oparciu o system punktowy, który ułatwia piłkarzom z silniejszych lig wygrywanie z piłkarzami z lig słabszych. Oznacza to również, że gole z mocniejszych lig są „więcej warte” od tych zdobytych w mniej prestiżowych rozgrywkach.

## Od 1968 do 1991

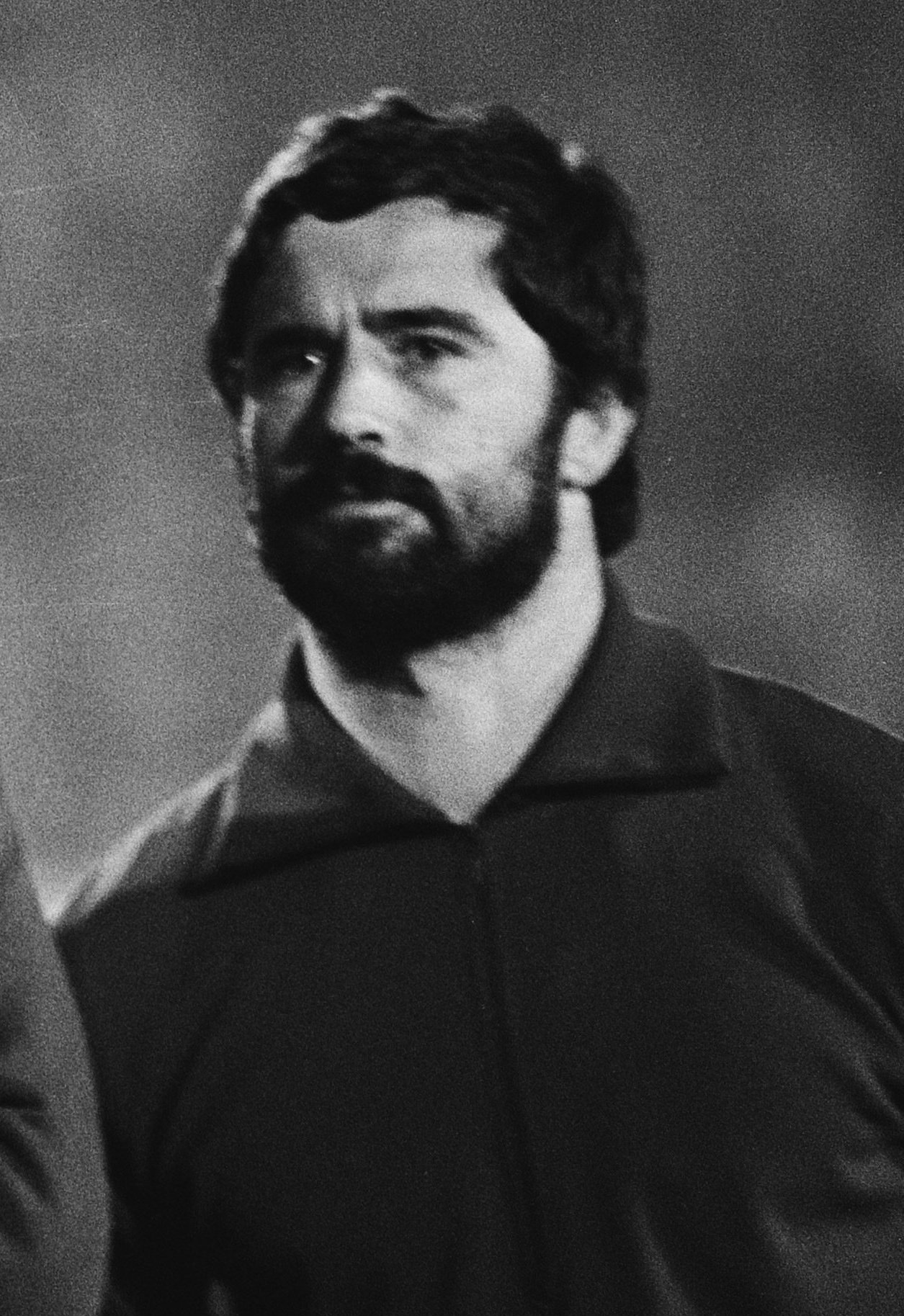
Gerd Müller, zwycięzca z 1970 i 1972 roku

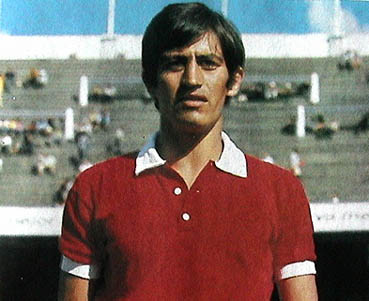
Héctor Yazalde był pierwszym laureatem nagrody pochodzącym spoza Europy

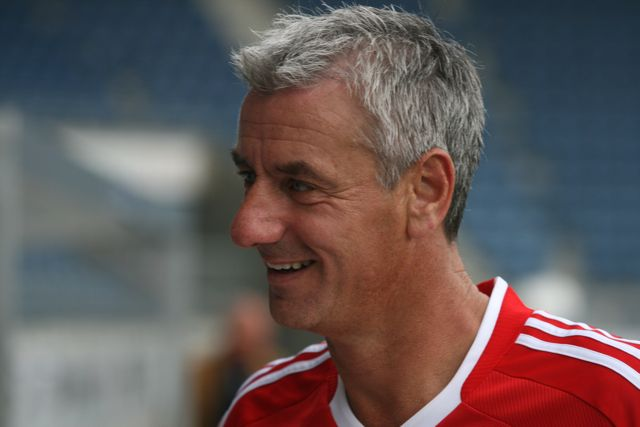
Ian Rush był pierwszym brytyjskim zdobywcą Złotego Buta

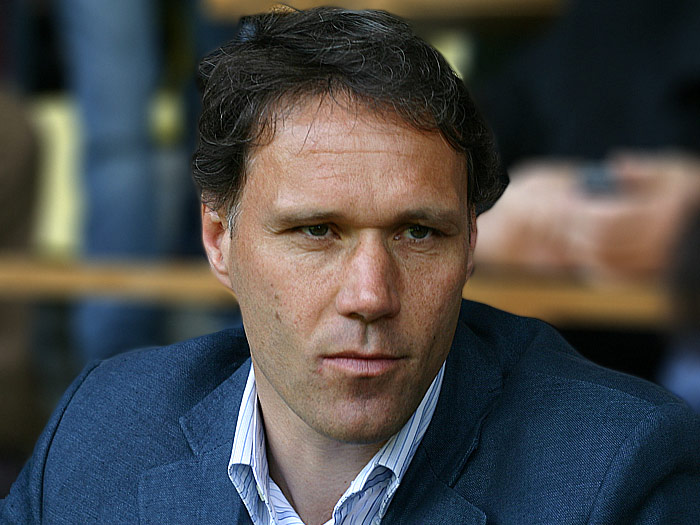
Marco van Basten, zwycięzca z 1986 roku

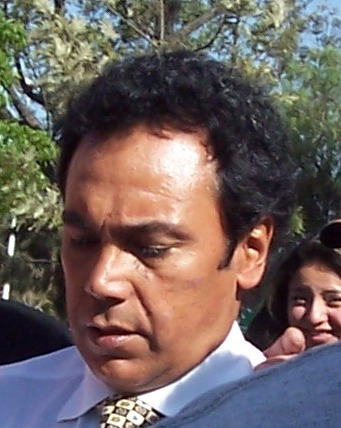
Hugo Sánchez był pierwszym laureatem z Ameryki Północnej

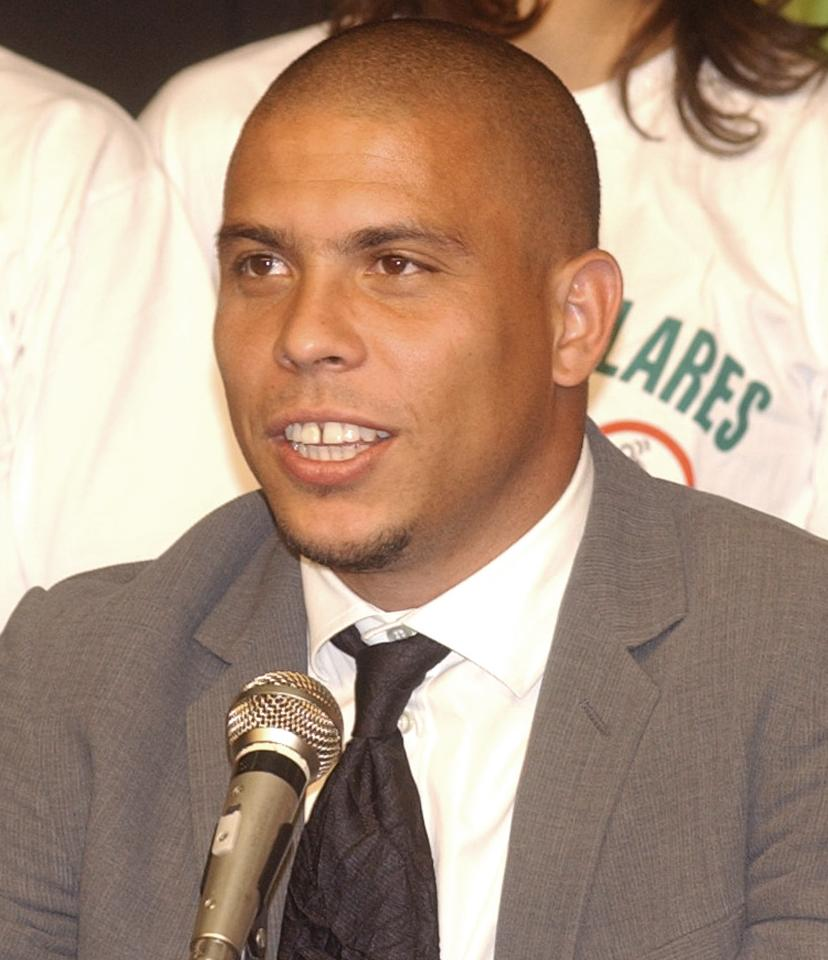
Ronaldo był pierwszym zdobywcą Złotego Buta wybranym według nowych zasad

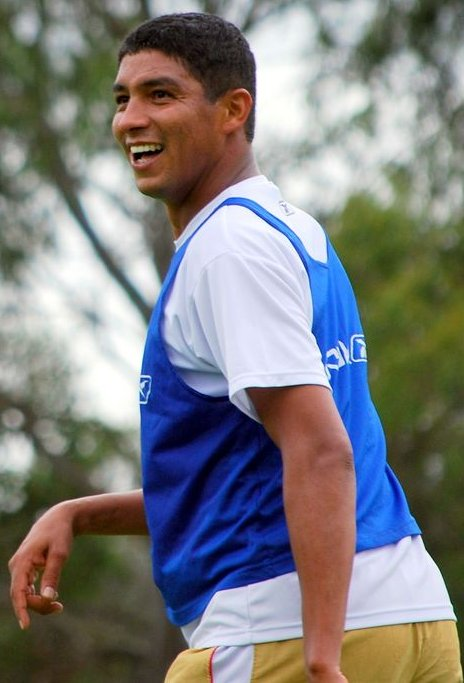
Mário Jardel, laureat z 1999 i 2001 roku

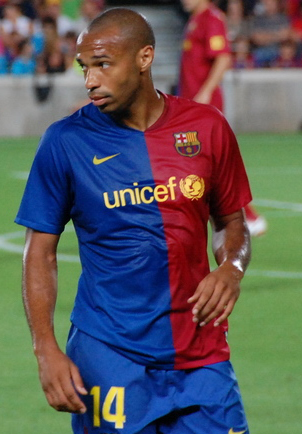
Thierry Henry, zwycięzca z 2004 i 2005 roku

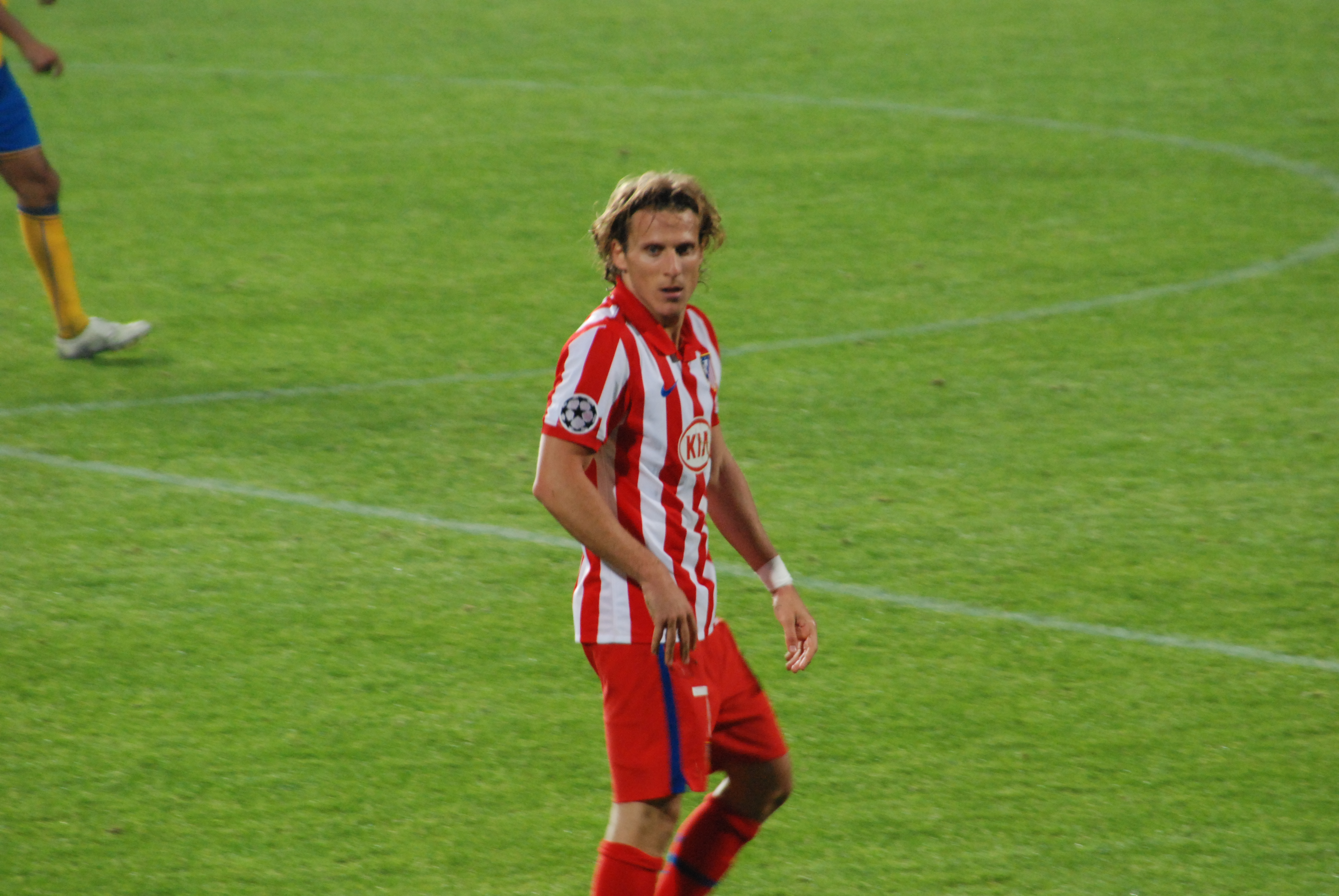
Diego Forlán, zwycięzca z 2005 i 2009 roku

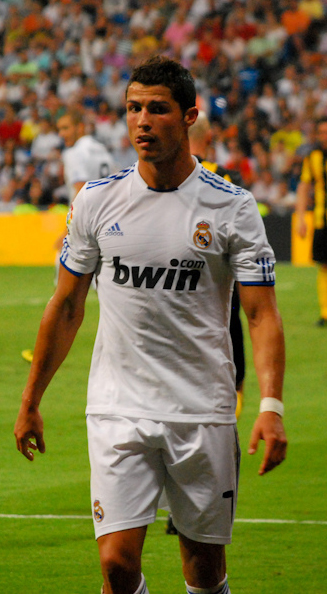
Cristiano Ronaldo, laureat nagrody Złotego Buta z 2008, 2011, 2014 i 2015 roku

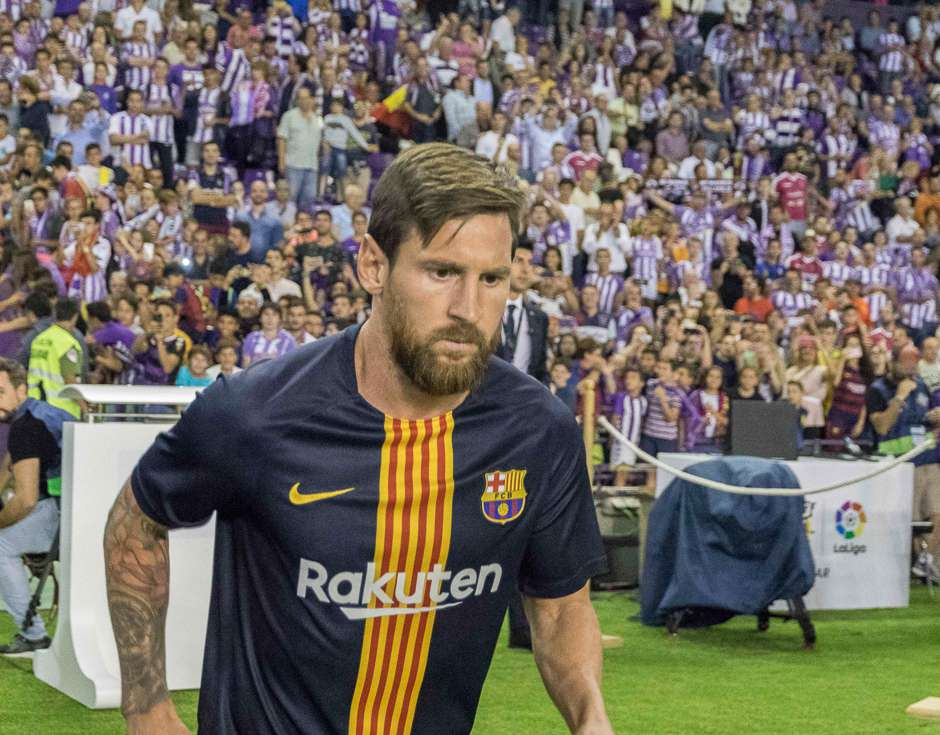
Lionel Messi, sześciokrotny zdobywca Złotego Buta z 2010, 2012, 2013, 2017, 2018 i 2019 roku. Jest również rekordzistą.

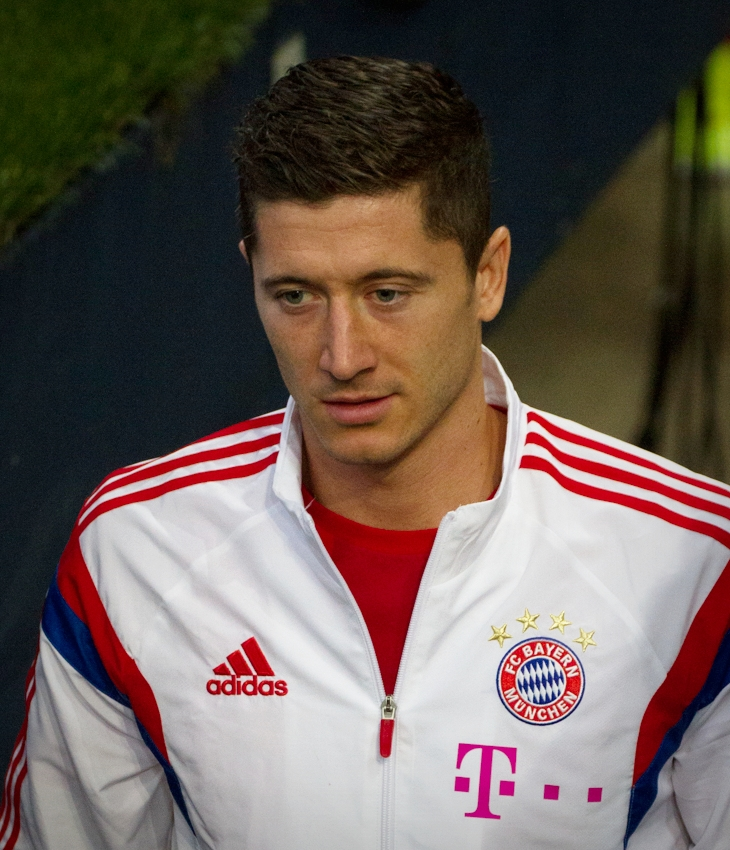
Robert Lewandowski, laureat Złotego Buta z 2021 i 2022, jest jedynym Polakiem, który sięgnął po tę nagrodę dwukroknie, a także dwukrotnie z rzędu

W latach 1968–1991 Europejski Złoty But przyznawany był dla najlepszego strzelca spośród wszystkich europejskich lig. W tym okresie dwukrotnie tytuł ten przyznawany był Eusébio, Gerdowi Müllerowi, Dudu Georgescu i Fernando Gomesowi.
     Sezony, gdy dwóch zawodników zajęło ex aequo pierwsze miejsce
| Sezon   | Kraj       | Zawodnik          | Klub                  | Liga                      | Gole |
| ------- | ---------- | ----------------- | --------------------- | ------------------------- | ---- |
| 1967/68 | Portugalia | Eusébio           | SL Benfica            | Primeira Liga             | 42   |
| 1968/69 | Bułgaria   | Petyr Żekow       | CSKA Sofia            | A PFG                     | 36   |
| 1969/70 | RFN        | Gerd Müller       | Bayern Monachium      | Bundesliga niemiecka      | 38   |
| 1970/71 | Jugosławia | Josip Skoblar     | Olympique Marsylia    | Ligue 1                   | 44   |
| 1971/72 | RFN        | Gerd Müller       | Bayern Monachium      | Bundesliga niemiecka      | 40   |
| 1972/73 | Portugalia | Eusébio           | SL Benfica            | Primeira Liga             | 40   |
| 1973/74 | Argentyna  | Héctor Yazalde    | Sporting CP           | Primeira Liga             | 46   |
| 1974/75 | Rumunia    | Dudu Georgescu    | Dinamo Bukareszt      | Liga I                    | 33   |
| 1975/76 | Cypr       | Sotiris Kaiafas   | Omonia Nikozja        | Protathlima A’ Kategorias | 39   |
| 1976/77 | Rumunia    | Dudu Georgescu    | Dinamo Bukareszt      | Liga I                    | 47   |
| 1977/78 | Austria    | Hans Krankl       | Rapid Wiedeń          | Bundesliga austriacka     | 41   |
| 1978/79 | Holandia   | Kees Kist         | AZ Alkmaar            | Eredivisie                | 34   |
| 1979/80 | Belgia     | Erwin Vandenbergh | Lierse                | Eerste klasse             | 39   |
| 1980/81 | Bułgaria   | Georgi Sławkow    | Botew Płowdiw         | A PFG                     | 31   |
| 1981/82 | Holandia   | Wim Kieft         | AFC Ajax              | Eredivisie                | 32   |
| 1982/83 | Portugalia | Fernando Gomes    | FC Porto              | Primeira Liga             | 36   |
| 1983/84 | Walia      | Ian Rush          | Liverpool             | First Division            | 32   |
| 1984/85 | Portugalia | Fernando Gomes    | FC Porto              | Primeira Liga             | 39   |
| 1985/86 | Holandia   | Marco van Basten  | AFC Ajax              | Eredivisie                | 37   |
| 1986/87 | Rumunia    | Rodion Cămătaru   | Dinamo Bukareszt      | Liga I                    | 44   |
| 1986/87 | Austria    | Anton Polster     | Austria Wiedeń        | Bundesliga austriacka     | 39   |
| 1987/88 | Turcja     | Tanju Çolak       | Galatasaray SK        | Süper Lig                 | 39   |
| 1988/89 | Rumunia    | Dorin Mateuț      | Dinamo Bukareszt      | Liga I                    | 43   |
| 1989/90 | Meksyk     | Hugo Sánchez      | Real Madryt           | Primera División          | 38   |
| 1989/90 | Bułgaria   | Christo Stoiczkow | CSKA Sofia            | A PFG                     | 38   |
| 1990/91 | Jugosławia | Darko Panczew     | Crvena Zvezda Belgrad | Prva liga Jugoslavije     | 34   |

## Od 1992 do 1996
Oficjalnie plebiscyt nie był prowadzony od 1991 roku z powodu procesu cypryjskiego ZPN, którego zdaniem nagrodę powinien otrzymać zawodnik z tamtejszej ligi, który rzekomo zdobył 40 goli (choć król strzelców ligi cypryjskiej tamtego sezonu skończył z wynikiem 19 zdobytych goli). W wyniku tego L'Équipe zdecydowało się zaprzestać przyznawania tej nagrody i Złoty But powrócił oficjalnie dopiero w 1996 roku. Od sezonu 1996/97 European Sports Magazines (ESM), którego członkiem jest także L'Équipe, zdecydowało się wprowadzić system punktowy. Od tej pory liczba goli mnożona była przez współczynnik, który zależał od wyników drużyny z poszczególnych lig w europejskich pucharach w ciągu ostatnich 5 sezonów.
W międzyczasie najwięcej goli w Europie zdobywali:
| Sezon    | Kraj    | Zawodnik        | Klub               | Liga                      | Gole | Przypisy    |
| -------- | ------- | --------------- | ------------------ | ------------------------- | ---- | ----------- |
| 1991/92. | Szkocja | Ally McCoist    | Rangers            | Scottish Premier Division | 34   | [ 7 ] [ 9 ] |
| 1992/93. | Szkocja | Ally McCoist    | Rangers            | Scottish Premier Division | 34   | [ 7 ] [ 9 ] |
| 1993/94  | Walia   | David Taylor    | Porthmadog         | Welsh Premier League      | 43   | [ 7 ]       |
| 1994/95  | Armenia | Arsen Awetisjan | Homenetmen Erywań  | Bardzragujn chumb         | 39   | [ 7 ]       |
| 1995/96  | Gruzja  | Zwiad Endeladze | Margweti Zestaponi | Umaglesi Liga             | 40   | [ 7 ]       |

## Od 1997
Od sezonu 1996/97 European Sports Magazines przyznaje Złoty But w oparciu o system współczynników. Oznacza to, że zawodnik z silniejszej ligi, który zdobył mniej goli, ma szansę wyprzedzić zawodnika ze słabszej ligi, który strzelił więcej bramek.
Współczynniki odczytywane są z rankingu współczynników UEFA, który zależy od wyników klubów z każdej ligi w europejskich pucharach w ciągu ostatnich pięciu sezonów. Gole zdobyte przez zawodników pięciu najsilniejszych lig mnożone są przez współczynnik 2, natomiast w ligach z miejsc od szóstego do dwudziestego pierwszego współczynnik wynosi 1,5. Dlatego np. zdobywca goli w Serie A, włoskiej ekstraklasie, może liczyć na wyższe miejsce niż strzelec ze słabszej Welsh Premier League, czyli najwyższej walijskiej klasie rozgrywkowej.
Thierry Henry to pierwszy zawodnik, który zdobył Złotego Buta w dwóch kolejnych sezonach. Mário Jardel, Diego Forlán, Cristiano Ronaldo i Luis Alberto Suárez wygrywali go z dwoma różnymi klubami, przy czym Ronaldo i Suárez triumfowali grając także w różnych ligach (angielskiej i hiszpańskiej). Lionel Messi jest pierwszym zawodnikiem, który zdobył nagrodę trzy razy oraz ustanowił rekord 50 goli w sezonie. Do Messiego należy także rekord sześciu zdobytych Złotych Butów.
     Sezony, gdy dwóch zawodników zajęło ex aequo pierwsze miejsce
| Sezon   | Kraj       | Zawodnik           | Klub                | Liga                    | Gole | Punkty | Przypisy |
| ------- | ---------- | ------------------ | ------------------- | ----------------------- | ---- | ------ | -------- |
| 1996/97 | Brazylia   | Ronaldo            | FC Barcelona        | Primera División        | 34   | 68     | [ 7 ]    |
| 1997/98 | Grecja     | Nikos Machlas      | Vitesse Arnhem      | Eredivisie              | 34   | 68     | [ 7 ]    |
| 1998/99 | Brazylia   | Mário Jardel       | FC Porto            | Primeira Liga           | 36   | 72     | [ 7 ]    |
| 1999/00 | Anglia     | Kevin Phillips     | Sunderland          | Premier League          | 30   | 60     | [ 11 ]   |
| 2000/01 | Szwecja    | Henrik Larsson     | Celtic              | Scottish Premier League | 35   | 52,5   | [ 12 ]   |
| 2001/02 | Brazylia   | Mário Jardel       | Sporting CP         | Primeira Liga           | 42   | 63     | [ 13 ]   |
| 2002/03 | Holandia   | Roy Makaay         | Deportivo La Coruña | Primera División        | 29   | 58     | [ 13 ]   |
| 2003/04 | Francja    | Thierry Henry      | Arsenal             | Premier League          | 30   | 60     | [ 14 ]   |
| 2004/05 | Francja    | Thierry Henry      | Arsenal             | Premier League          | 25   | 50     | [ 13 ]   |
| 2004/05 | Urugwaj    | Diego Forlán       | Villarreal CF       | Primera División        | 25   | 50     | [ 13 ]   |
| 2005/06 | Włochy     | Luca Toni          | ACF Fiorentina      | Serie A                 | 31   | 62     | [ 13 ]   |
| 2006/07 | Włochy     | Francesco Totti    | AS Roma             | Serie A                 | 26   | 52     | [ 16 ]   |
| 2007/08 | Portugalia | Cristiano Ronaldo  | Manchester United   | Premier League          | 31   | 62     | [ 17 ]   |
| 2008/09 | Urugwaj    | Diego Forlán       | Atlético Madryt     | Primera División        | 32   | 64     | [ 18 ]   |
| 2009/10 | Argentyna  | Lionel Messi       | FC Barcelona        | Primera División        | 34   | 68     | [ 19 ]   |
| 2010/11 | Portugalia | Cristiano Ronaldo  | Real Madryt         | Primera División        | 40   | 80     | [ 20 ]   |
| 2011/12 | Argentyna  | Lionel Messi       | FC Barcelona        | Primera División        | 50   | 100    | [ 21 ]   |
| 2012/13 | Argentyna  | Lionel Messi       | FC Barcelona        | Primera División        | 46   | 92     |          |
| 2013/14 | Portugalia | Cristiano Ronaldo  | Real Madryt         | Primera División        | 31   | 62     |          |
| 2013/14 | Urugwaj    | Luis Suárez        | Liverpool           | Premier League          | 31   | 62     |          |
| 2014/15 | Portugalia | Cristiano Ronaldo  | Real Madryt         | Primera División        | 48   | 96     | [ 23 ]   |
| 2015/16 | Urugwaj    | Luis Suárez        | FC Barcelona        | Primera División        | 40   | 80     | [ 24 ]   |
| 2016/17 | Argentyna  | Lionel Messi       | FC Barcelona        | Primera División        | 37   | 74     | [ 25 ]   |
| 2017/18 | Argentyna  | Lionel Messi       | FC Barcelona        | Primera División        | 34   | 68     | [ 26 ]   |
| 2018/19 | Argentyna  | Lionel Messi       | FC Barcelona        | Primera División        | 36   | 72     |          |
| 2019/20 | Włochy     | Ciro Immobile      | Lazio               | Serie A                 | 36   | 72     | [ 27 ]   |
| 2020/21 | Polska     | Robert Lewandowski | Bayern Monachium    | Bundesliga              | 41   | 82     |          |
| 2021/22 | Polska     | Robert Lewandowski | Bayern Monachium    | Bundesliga              | 35   | 70     |          |
| 2022/23 | Norwegia   | Erling Haaland     | Manchester City     | Premier League          | 36   | 72     | [ 28 ]   |
| 2023/24 | Anglia     | Harry Kane         | Bayern Monachium    | Bundesliga              | 36   | 72     | [ 29 ]   |
| 2024/25 | Francja    | Kylian Mbappé      | Real Madryt         | Primera División        | 31   | 62     | [ 30 ]   |

## Zwycięzcy
Pod uwagę nie brano zwycięzców z lat 1991–1996, gdy plebiscyt był nieoficjalny.

### Według piłkarzy
| Miejsce | Piłkarz            | Liczba tytułów                                           |
| ------- | ------------------ | -------------------------------------------------------- |
| 1.      | Lionel Messi       | 6 (2009/10, 2011/12, 2012/13, 2016/17, 2017/18, 2018/19) |
| 2.      | Cristiano Ronaldo  | 4 (2007/08, 2010/11, 2013/14*, 2014/15)                  |
| 3.      | Eusébio            | 2 (1967/68, 1972/73)                                     |
| 3.      | Gerd Müller        | 2 (1969/70, 1971/72)                                     |
| 3.      | Dudu Georgescu     | 2 (1974/75, 1976/77)                                     |
| 3.      | Fernando Gomes     | 2 (1982/83, 1984/85)                                     |
| 3.      | Ally McCoist       | 2 (1991/92, 1992/93)                                     |
| 3.      | Mário Jardel       | 2 (1998/99, 2001/02)                                     |
| 3.      | Thierry Henry      | 2 (2003/04, 2004/05*)                                    |
| 3.      | Diego Forlán       | 2 (2004/05*, 2008/09)                                    |
| 3.      | Luis Suárez        | 2 (2013/14*, 2015/16)                                    |
| 3.      | Robert Lewandowski | 2 (2020/21, 2021/22)                                     |

*Wspólny tytuł.

### Według narodowości
| Miejsce | Kraj       | Liczba tytułów |
| ------- | ---------- | -------------- |
| 1.      | Portugalia | 8              |
| 2.      | Argentyna  | 7              |
| 3.      | Holandia   | 4              |
| 3.      | Rumunia    | 4              |
| 3.      | Urugwaj    | 4              |
| 6.      | Brazylia   | 3              |
| 6.      | Bułgaria   | 3              |
| 6.      | Francja    | 3              |
| 6.      | Włochy     | 3              |
| 10.     | Austria    | 2              |
| 10.     | Jugosławia | 2              |
| 10.     | Niemcy     | 2              |
| 10.     | Polska     | 2              |
| 10.     | Turcja     | 2              |
| 10.     | Anglia     | 2              |
| 16.     | Belgia     | 1              |
| 16.     | Cypr       | 1              |
| 16.     | Grecja     | 1              |
| 16.     | Meksyk     | 1              |
| 16.     | Norwegia   | 1              |
| 16.     | Szwecja    | 1              |
| 16.     | Walia      | 1              |

### Według lig
| Miejsce | Liga                           | Liczba tytułów |
| ------- | ------------------------------ | -------------- |
| 1.      | Primera División               | 16             |
| 2.      | Premier League                 | 7              |
| 2.      | Primeira Liga                  | 7              |
| 4.      | Bundesliga niemiecka           | 5              |
| 5.      | Eredivisie                     | 4              |
| 5.      | Liga I                         | 4              |
| 7.      | A Profesionałna futbołna grupa | 3              |
| 7.      | Scottish Premier League        | 3              |
| 7.      | Serie A                        | 3              |
| 10.     | Bundesliga austriacka          | 2              |
| 11.     | Bardzragujn chumb              | 1              |
| 11.     | Eerste klasse                  | 1              |
| 11.     | Ligue 1                        | 1              |
| 11.     | Protathlima A’ Kategorias      | 1              |
| 11.     | Prva liga Jugoslavije          | 1              |
| 11.     | Süper Lig                      | 1              |
| 11.     | Umaglesi Liga                  | 1              |
| 11.     | Welsh Premier League           | 1              |